# Jaco Pastorius

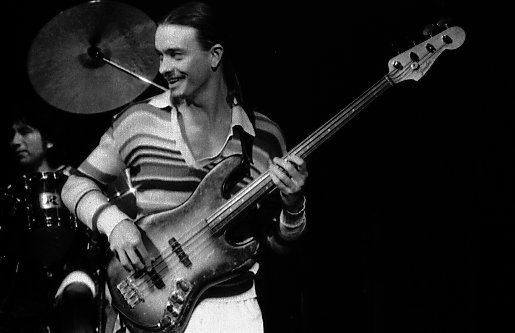
Jaco a Weather Report egyik koncertjén

John Francis Pastorius (ismertebb művésznevén Jaco Pastorius) (Norristown, Pennsylvania, 1951. december 1. – Fort Lauderdale, Florida, 1987. szeptember 21.) jazz basszusgitáros és zeneszerző, virtuóz technikájáról és játékstílusáról vált ismertté.
Bármilyen hangszeren tudott játszani, valószínűleg ennek is köszönhette, hogy basszusjátéka nem szűkült be a szokásos basszus-sémákra. Az elektromos basszus elterjedésében és általánossá válásában nagy szerepe volt, akárcsak a basszusgitár szólóhangszerként definiálásában.
Sajátos hangzásvilágot, textúrát, harmóniai érzékenységet alakított ki rövid, de intenzív pályafutása alatt. Sikerességét nem tudta magabiztossággal kiegyensúlyozni, miközben generációk tekintették példaképüknek és mesterüknek, inkább az alkoholhoz és a drogokhoz fordult, ami korai halálát okozta.

## Élete

### Korai évek
Noha Pennsylvaniában született, családjával együtt hamarosan Floridába költözött, Oakland Park-ban nőtt föl. Iskoláit is itt végezte, előbb a St. Clement's Catholic School-ban, majd a Northeast High-ban tanult.
Zenei tanulmányaiban meghatározó volt apja, Jack Pastorius, aki maga is dobos volt, és fiát is tanította erre a hangszerre. Jaco tizenöt évesen kezdett el basszusgitározni. A Las Olas Brass nevű formáció tagjaként játszhatott Aretha Franklin, Otis Redding, Wilson Pickett, James Brown és a Tijuana Brass számaiból. Már itt megbizonyosdhatott arról, hogy hangszerválasztása helyes volt, ráadásul egy sportsérülés bal csuklójának és kezének mozgását is befolyásolta.
Életének legmeghatározóbb elemévé vált a zene, már 1974-től együtt játszott barátjával, Pat Methenyvel. Első albuma, az 1976-ban megjelent Jaco Pastorius áttörést jelentett az elektronikus basszus világában. Sok kritikus a valaha volt legjobb basszus-albumnak tartja azóta is, talán csak Stanley Clarke School Days-e veheti fel vele a versenyt. Ugyancsak részese volt Jaco Pastorius Pat Metheny Bright Size Life című albuma elkészülésének, mely ugyancsak hatalmas sikert és áttörést jelentett. Nem sokkal e lemezek megjelenése után hívta tagjai közé a fúziós jazz akkori egyik legjelentősebb csapata, a Weather Report, melyben együtt játszhatott Joe Zawinullal és Wayne Shorterrel 1981-ig. A Weather Report-tal töltött idő alatt vált Jaco Pastorius a jazz történetének kitörölhetetlen alakjává, amikor minden idők egyik legnépszerűbb jazz-albumát, a Heavy Weathert elkészítették. 1980 és 1984 között saját zenekara, a Word of Mouth társaságában is koncertezett.
Mindeközben természetesen más zenészekkel is együtt játszott, több tucat lemez elkészítésében közreműködött, többek között Joni Mitchell: Hejira (1976), Don Juan's Reckless Daughter (1977), Mingus (1979) és a koncertalbum Shadows and Light (1980) esetében.

### Betegsége és halála
Már a 80-as évek elejétől tapasztalható volt, hogy Jaco Pastorius mentális problémákkal küzd. A mániás depresszió tüneteit mutatta viselkedése. Állapotát erősen befolyásolta a keménydrogok és az alkohol fogyasztása, bár ezek csak felerősítették szokatlan viselkedését. Számos anekdota számol be Jaco különc viselkedéséről és excentrikusságáról. Zenei játékán is egyre többször mutatkoztak ennek jegyei, bár sokat játszott Fort Lauderdale és New York színpadain, csak kereste önmagát. Végül már a zenész társadalomban sem találta a helyét.
Utoljára 1987. szeptember 11-én lépett színpadra, Carlos Santana koncertjén. Innen a floridai Wilton Manors-ban lévő Midnight Bottle Clubba ment, ahol egy kidobóemberrel történt összetűzésekor elvesztette eszméletét. Kómába esett és visszafordíthatatlan agykárosodást szenvedett. Szeptember 21-én halt meg, tíz héttel 36. születésnapja előtt. Támadóját négy hónapos börtönbüntetésre ítélték.
Marcus Miller, aki számára Jaco volt a legfőbb inspiráció, hogy zenész legyen, „Mr. Pastorius” című dalával búcsúzott tőle, mely felkerült Miles Davis Amandla című albumára is.

## Diszkográfia

### Szóló/zenekarvezető
- Jaco Pastorius
- Word of Mouth (1981)

### Weather Report
- Black Market (1976)
- Heavy Weather (1977)
- Mr. Gone (1978)
- 8:30 (1979)
- Night Passage (1980)
- Weather Report (1982)

### Egyéb
- Joni Mitchell – Hejira; Don Juan's Reckless Laughter; Mingus; Shadows and Light (Live)
- Pat Metheny – Bright Size Life
- Michel Colombier – Michel Colombier
- The Birthday Concert (1981)